# 纤梗山胡椒
纤梗山胡椒（学名：Lindera gracilipes）为樟科山胡椒属下的一个种。